# 2018년 아시안 게임 펜싱 여자 사브르 개인전
2018년 아시안 게임 펜싱 종목의 여자 사브르 개인전은 2018년 8월 19일 자카르타 컨벤션 센터에서 진행된다.

## 일정
모든 시간은 인도네시아 서부 표준시 (UTC+07:00) 기준이다.
| 날짜            | 시간  | 종목   |
| --------------- | ----- | ------ |
| 2018년 8월 19일 | 09:00 | 예선   |
| 2018년 8월 19일 | 12:30 | 32강   |
| 2018년 8월 19일 | 13:55 | 16강   |
| 2018년 8월 19일 | 15:35 | 8강    |
| 2018년 8월 19일 | 18:00 | 준결승 |
| 2018년 8월 19일 | 19:40 | 결승   |